# Golpe de Estado en Venezuela de 1908
El 19 de diciembre de 1908 fue llevado a cabo un golpe de Estado incruento en Venezuela, dirigido por el vicepresidente Juan Vicente Gómez hacia el dictador Cipriano Castro. En ausencia del Castro por un viaje de salud, el general Gómez tomó el poder y gobernó de manera dictatorial el país desde ese día hasta su muerte en 1935, directa o indirectamente.

## Antecedentes

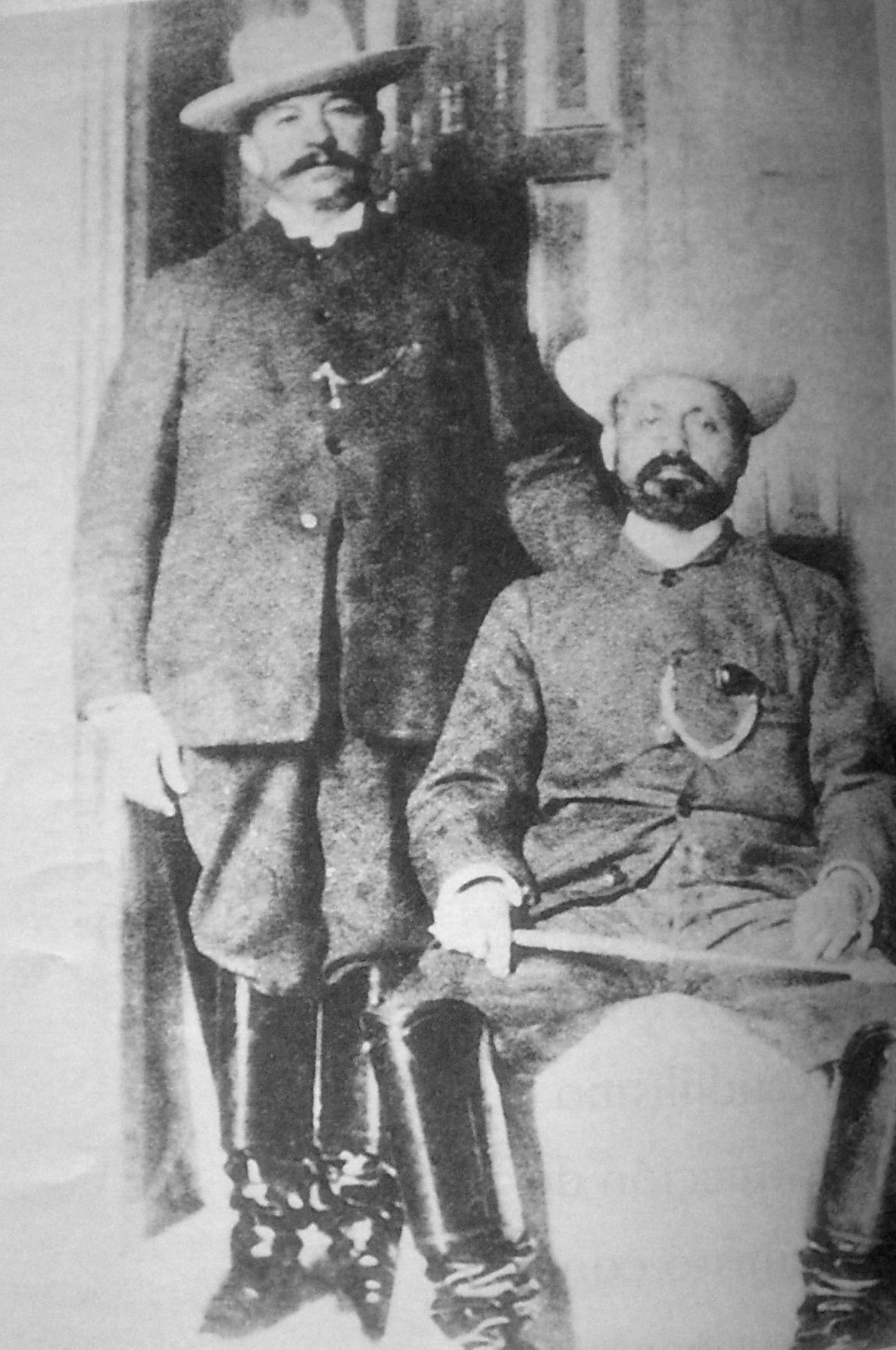
Juan Vicente Gómez y Cipriano Castro.

El 4 de abril de 1906 Cipriano Castro anuncia que se separa provisionalmente de la presidencia por motivos de salud. Designa a Juan Vicente Gómez como Presidente encargado.
Comienzan a circular a mediados de 1906, noticias acerca de los quebrantos de salud que sufría el Presidente Cipriano Castro, lo que desata ante su posible muerte los temores entre la camarilla castrista de que Juan Vicente Gómez se convirtiera en su sucesor. En este evento conocido como "La Conjura". los círculos cercanos a Castro amenazan la vida de Gómez, quien en múltiples ocasiones tuvo que cambiar de residencia. Por tal motivo, durante los años 1906 y 1907 permanece la mayor parte del tiempo en Maracay, alejado de toda actividad oficial, pese a ser el primer vicepresidente de la República.
Cipriano Castro mostro su intención de renunciar indefinidamente. Gómez, consciente de la maniobra, anunció de igual manera su intención de renunciar a su cargo para disipar así cualquier duda que pudiese existir acerca de su lealtad. En el intercambio público de telegramas entre mayo y junio, tanto Castro como Gómez pusieron a prueba su habilidad política. Finalmente, el 5 de junio de 1906, ambos se entrevistaron en La Victoria, sellando así la reconciliación oficial. En junio de 1906 Castro anuncia que retomará nuevamente el cargo de Presidente después de los hechos de La Aclamación, movimiento político que llevó a Cipriano Castro a reasumir la presidencia de la República.
El restablecimiento de la salud por parte de Castro significa el final de la "La Conjura", al darse cuenta éste de que sus ministros habían ya escogido a su sucesor, Francisco Linares Alcántara Estévez; lo que trae como consecuencia, que Castro margine de su lado a los conspiradores y que Gómez recupere su completa confianza.

## Desarrollo

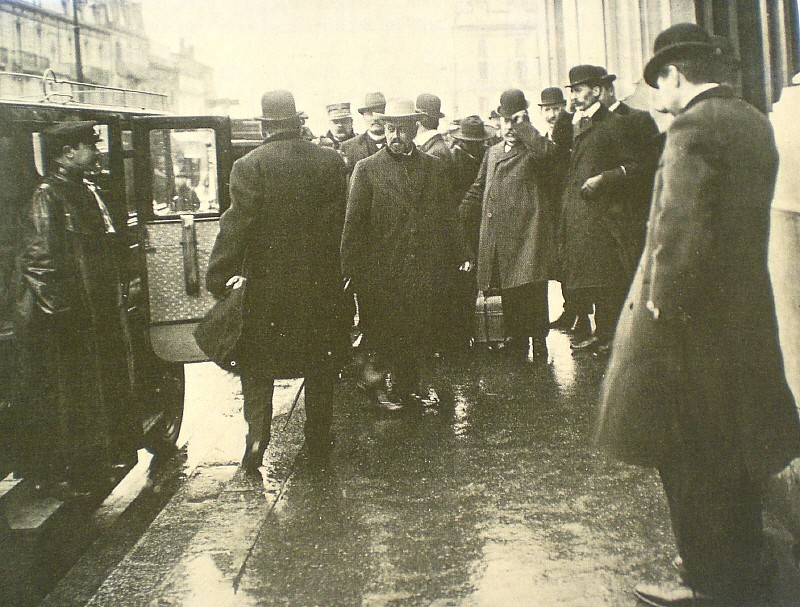
Cipriano Castro en París poco después de su cirugía.

Al poco tiempo de superado el episodio de "La Conjura", la salud de Castro volvió a resentirse, por lo que se vio obligado a viajar a Berlín para someterse a una operación quirúrgica, el 24 de noviembre de 1908, Castro se separa del poder. Existen sobrados indicios de que la reacción anticastrista venía preparándose en medio de gran secreto y que sólo se esperaba el momento más propicio para llevarla a cabo.
En los días previos a la reacción del 19 de diciembre, se habían venido desarrollando manifestaciones de protesta con la participación de estudiantes universitarios, periodistas y grupos populares. El blanco principal de la ira popular fue el periódico El Constitucional de Gumersindo Rivas, vocero del régimen castrista, así como otras empresas y viviendas de personeros del gobierno a punto de caer. Todas fueron víctimas de saqueos e incendios.
Narra José Rafael Pocaterra en sus Memorias, que desde el 13 de diciembre, día de la manifestación motivada aparentemente por la agresión de Holanda a nuestra soberanía, el pueblo de Caracas y los oradores que arengaban la protesta en la Plaza Bolívar fueron testigos de la actitud de Juan Vicente Gómez, asomado, lleno de miedo, en el balcón de la Casa Amarilla, mientras el pueblo ya gritaba “mueras” a Castro. Ante la actitud de Gómez, el Dr. Juan Pietri tomó por el brazo a Gómez y gritó a su lado consignas contra Castro que enardecieron aún más a la multitud ya resuelta a lanzarse al saqueo y la protesta callejera, hecho que tuvo como corolario la muerte a balazos del joven José de Jesús Marcano Rojas.
El general Gómez había quedado encargado de la presidencia, ya que para la época se desempeñaba como vicepresidente de Venezuela. Aprovechando la salida del país del presidente Cipriano Castro, realizó cambios en su condición de presidente encargado del país dándose a sí mismo poderes especiales pasando por encima de lo establecido en la Constitución de Venezuela de 1904. Muchos miembros de gobierno se sumaron a la causa, entre ellos Leopoldo Baptista, Francisco Linares Alcántara Estévez y Román Delgado Chalbaud.
El 19 de diciembre de 1908, argumentando una conspiración para asesinarlo, con el pretexto de un cable, supuestamente dirigido desde Berlín por Castro al gobernador del Distrito Federal Pedro María Cárdenas, insinuándole la conveniencia de asesinar a Gómez, se inicia la reacción. Gómez destituye rápidamente a los jefes militares y ministros del gobierno de Cipriano Castro, manteniendo sólo a los que le seguían en su golpe y se apresa a los ministros que continuaban leales a Castro. Además, Gómez ordena que se le abra un juicio a Castro y a sus partidarios por un supuesto intento de asesinarlo.
El golpe de mano del día 19 de diciembre se redujo a una rápida secuencia de movimientos que puso fin a una semana de vacilaciones. Juan Vicente Gómez impuso su autoridad en los cuarteles militares de la ciudad, para luego apersonarse en la Casa Amarilla (entonces sede el Ejecutivo) donde el General Pedro María Cárdenas, siendo Gobernador del Distrito Federal, intentó disparar al General Gómez cuando éste irrumpió para abortar el complot orquestado en su contra por el gabinete castrista. De inmediato hizo presos al Ministro del Interior, Rafael López Baralt y al Gobernador, Pedro María Cárdenas al cual encerró en La Rotunda. El último reducto fiel a Castro fue Cuartel San Carlos manejado por Maximino Casanova el cual es llamado a diálogo y posteriormente encerrado.
Apoyándose en comerciantes y ganaderos aliados suyos, Juan Vicente Gómez asume el mando como dictador, contando con el apoyo de los múltiples opositores al régimen de Castro y de los gobiernos extranjeros con intereses en Venezuela. El secretario de Estado de los Estados Unidos prestó franco apoyo a Gómez con 3 acorazados de guerra y un alto comisionado de su gobierno que concretaron ese respaldo, a cambio de un vuelco en la política venezolana de inversiones extranjeras.

## Consecuencias
El golpe de Estado dio inicio al un largo gobierno de 27 años de duración. Juan Vicente Gómez inicia su gestión concediendo la libertad a los presos políticos e invitando a quienes permanecían en el exilio a regresar al país; además restaura la libertad de prensa, pero se niega a disolver el Congreso y a convocar a una Asamblea Nacional Constituyente, tal como lo reclamaba todo el país. Juan Vicente Gómez se mostró inicialmente liberal y respetuoso de las leyes, pero eventualmente su gobierno giró hacia una dictadura, tomando medidas para contener y exiliar a la oposición apoyándose en la supuesta revuelta en su contra.